# Eurytoma ermolenkoi
Eurytoma ermolenkoi is een vliesvleugelig insect uit de familie Eurytomidae. De wetenschappelijke naam is voor het eerst geldig gepubliceerd in 1984 door Zerova.